# Frühling für Anfänger
Frühling für Anfänger ist ein deutscher Fernsehfilm der Frühling-Fernsehserie von Achim Bornhak aus dem Jahr 2012. Er wurde erstmals am 25. März 2012 im ZDF ausgestrahlt. Es ist der zweite Film einer Reihe, in deren Mittelpunkt ein Dorf mit Namen Frühling und die Hilfseinrichtung „Hand in Hand“ stehen.
Die einzelnen Folgen drehen sich um Katja Baumann, gespielt von Simone Thomalla, die aus familiären Gründen ihre Anstellung und ihren bisherigen Wohnort München verlassen hat, um als Dorfhelferin in dem kleinen bayerischen Dorf Frühling Familien in Notsituationen zur Seite zu stehen. Mit ihrer infühlsamen Art versucht sie, den Frühling in die Herzen der Menschen zu tragen. 
Martin Feifel ist als Katja Baumanns Ehemann Peter besetzt, Carolyn Genzkow als ihre Tochter Kiki und Marco Girnth als Tierarzt Mark Weber. Die Haupt-Gaststars dieser Folge sind Peter Mitterrutzner, Beate Maes, Mareike Carrière, Emilia Pieske und Martin Brambach.

## Handlung
In dem kleinen bayerischen Dorf „Frühling“ begibt sich die sechsjährige Emma Gruber allein mit dem Fahrrad auf den Weg zu ihrem Großvater auf die Alm. Die Nachbarin beobachtet dies und informiert Emmas Vater Georg. Er versucht seine Tochter einzuholen und kommt gerade hinzu, nachdem ihr ihr weißes Kaninchen „Ricky“, das sie kurzerhand mitgenommen hatte, entwischt ist. Bei der Verfolgungsjagd über die Felder erleidet Emmas Vater einen akuten Hexenschuss und wird in die Klinik gebracht. Als Emmas Mutter Steffi sich nach dem Zustand ihres Mannes erkundigen will, teilt ihr der Chefarzt mit, dass es Komplikationen gegeben habe. Aufgrund einer Medikamentenallergie sei ihr Mann ins Koma gefallen und leider verstorben.
Katja Baumann ist mit ihrer siebzehnjährigen Tochter Kiki auf dem Weg in ihre neue Heimat. Nach der Trennung von ihrem Mann hat sie alle Zelte hinter sich abgebrochen, ihre Anstellung als Krankenschwester gekündigt und will nun in dem Dorf „Frühling“ als Dorfhelferin arbeiten. Kiki hat absolut nichts dafür übrig, in dieser Einöde zu leben, zumal sie gerade erst von einem einjährigen Aufenthalt im Ausland zurückgekehrt ist.
Noch ehe Katja ihre Sachen auspacken kann, erhält sie ihren ersten Auftrag. Aufgrund des plötzlichen Todes von Georg Gruber ist seine Ehefrau Steffi nicht in der Lage, sich um ihren über 80-jährigen Vater Sepp zu kümmern, der ganz allein auf seiner Alm lebt und recht schwierig ist. Katja nimmt Kontakt mit Steffi Gruber auf, die ihr gegenüber die Hoffnung zum Ausdruck bringt, dass ihr Vater sich auf seine alten Tage ein wenig seiner Tochter und seiner Enkelin zuwenden möge. So begibt sich Katja auf den beschwerlichen Weg zum Senner Sepp. Die erste Strecke kann sie mit einem Sessellift zurücklegen, doch dann sind es noch 40 Minuten Fußweg hoch in die Berge. Endlich angekommen, lässt der alte Mann Katja vor seiner Hütte stehen und verschließt wortlos die Fenster. Notgedrungen sieht Katja sich auf dem Grundstück um und muss feststellen, dass die Kühe tagelang nicht gemistet worden sind. Ohne zu zögern, holt sie sich landwirtschaftliches Werkzeug und macht sich an die Arbeit. Als sie fertig ist, verabschiedet sie sich mit einem Zuruf Richtung Hütte, woraufhin der Senner Sepp heimlich durch die Glasscheibe des Fensters blickt.
Kiki unternimmt in der Zwischenzeit eine Erkundungstour durch das Dorf und lernt dabei die Familie Gmeiner kennen. Ihr Sohn Matze zeigt sofort Interesse an der jungen Dame, doch verhält Kiki sich extrem abweisend. Sie will so schnell es geht wieder weg aus Frühling und ruft ihren Vater Peter in München an, damit er sie abholen möge. Kurzentschlossen setzt Baumann sich in sein Auto und fährt zu seiner Tochter. Doch anstatt sofort mit ihr zurück in die „Zivilisation“ zu fahren, will er erst einmal ein paar Tage Urlaub machen. Insgeheim hofft er, seine Frau wieder zurückgewinnen zu können. Als Katja, die einen anstrengenden Tag hinter sich hat, zurückkehrt und Peter sieht, ist sie empört. Ohne ihn weiter zu beachten, verbringt sie den Abend mit dem Tierarzt Mark Weber. Bei dieser Gelegenheit erzählt sie ihm von den Kühen auf der Alm und dass sie den Eindruck habe, ein Großteil der Tiere sei krank. Sie bittet ihn, sich die Tiere einmal anzusehen, was er zögernd zusagt.
Am nächsten Morgen begibt sich Katja unbeirrt erneut zum Senner Sepp, der sie wiederum wortlos empfängt und mit Nichtachtung straft. Kurze Zeit später trifft Mark Weber ein und wundert sich, warum die Tiere im Stall stehen und nicht auf der Weide sind. Gesundheitlich wäre mit ihnen aber soweit alles in Ordnung, meint er, und hilft Katja dann noch dabei, den Stall weiter auszumisten. Als Peter Baumann die beiden vertraut von der Alm kommen sieht, wächst in ihm die Eifersucht. Er will mit seiner Frau reden, doch hält Katja ihm nur wieder seine Untreue vor. Kiki ist genervt von der erneuten Streiterei ihrer Eltern und flüchtet ins Dorf, wo sie wieder auf Matze trifft, dem sie dieses Mal nicht so unfreundlich begegnet.
Am nächsten Tag ist Katjas Hartnäckigkeit von einem ersten Erfolg gekrönt. Der Senner Sepp ignoriert sie nicht mehr, sondern redet endlich. Gemeinsam bringen sie die Kühe auf die Weide, was er sich allein nicht mehr zugetraut hatte, worin der Grund liegt, dass er sie seit Wochen im Stall behalten hatte. Mit jedem neuen Tag wird ihr Verhältnis besser. Der alte Mann lässt sich endlich helfen und sogar bekochen. Katja spürt allerdings, dass er zu seiner Tochter kein gutes Verhältnis hat. Da weder sie noch ihr Bruder seinen Hof übernehmen wollten, hatte er sich von seinen Kindern losgesagt. Katja möchte, dass Vater und Tochter miteinander reden.
Steffi Gruber erscheint auf der Alm mit einem Arzt, um ihren Vater entmündigen zu lassen. Katja setzt sich für ihn ein, hat aber keinen Erfolg. Sie fühlt sich von Steffi Gruber hintergangen, da ihr nun klar ist, dass diese gar nicht an einer Versöhnung interessiert war, sondern ihren Vater von Anfang an von der Alm weg haben wollte, um diese verkaufen zu können. Katja will das nicht akzeptieren. Sie besucht den Senner Sepp im Pflegeheim und kann es kaum ertragen, wie der alte Mann nun leidet. Schließlich wollte er auf seinem Hof sterben und nicht in einem Heim. Doch sie weiß auch, dass Vater und Tochter aufeinander zugehen müssen. Das gelingt ihr über Emma. Die Aussicht, mit seiner Enkeltochter zusammen Fahrrad zu fahren veranlasst ihn, das Radfahren mit Katjas Hilfe erst einmal zu erlernen. Als Steffi Gruber dann ihre Tochter und ihren Vater zusammen sieht, ist sie so gerührt, dass sie von ihrem Plan, die Alm zu verkaufen, erst einmal Abstand nimmt.
Peter Baumanns Versuch, sich mit seiner Frau Katja wieder zu versöhnen, läuft ins Leere, Katja bleibt bei ihrer einmal gefassten Entscheidung. Allerdings möchte sie, dass er Kiki mit zu sich nach München nimmt, damit sie selbst entscheiden kann, was sie eigentlich will. Kiki nimmt das voller Freude zur Kenntnis, entscheidet sich dann aber doch anders, als sie nämlich, schon auf der Rückfahrt nach München, Matze sieht. Sie bleibt bei ihrer Mutter in „Frühling“, wo sie ein Praktikum beginnen will.

## Produktion
Die Episode wurde vom ZDF in Zusammenarbeit mit „Seven Dogs Filmproduktion“ und teamWorx Television & Film produziert und im Rahmen der ZDF-„Herzkino“-Reihe ausgestrahlt. Die Dreharbeiten erfolgten in Bayrischzell und am Schliersee.

## Rezeption

### Einschaltquote
Bei seiner Erstausstrahlung am 25. März 2012 wurde Frühling für Anfänger in Deutschland von 5,85 Millionen Zuschauern gesehen, was einem Marktanteil von 16,30 Prozent entsprach.

### Kritik
Rainer Tittelbach von tittelbach.tv kommt zu dem Urteil: „Dieser Film ist kein Problemstück, kein Rührstück, sondern eine unterhaltsame Dorf- und Beziehungsgeschichte mit ausreichend Nähe zur Realität und viel Gefühl. Am Ende kann einem bei diesem Film schon das Herz aufgehen.“
Sidney Schering, Kritiker bei Quotenmeter, lobt die Regie und schreibt weiter: „Die Kamerafahrten sind vitaler, die Ausleuchtung ist stimmiger und die Musikauswahl ist nicht nur einfallsreich, sondern auch deutlich zeitgemäßer, als man in dieser Art Fernsehfilm jemals erwarten würde. Damit wird man wohl kaum ein jugendliches Publikum zum Heimatfilm bekehren, und wie sehr die Kernzielgruppe von ‚Frühling für Anfänger‘ all dies zu schätzen weiß, dürfte ebenfalls fraglich sein. Aber es sind immerhin löbliche Bemühungen und heben diesen Film von vergleichbaren, lieblos runter gedrehten Produktionen ab.“
Die Kritiker der Fernsehzeitschrift TV Spielfilm urteilen: „Nach Bewältigung aller fiesen Krisen wird am Ende reichlich Süßstoff verschüttet, aber man kann diesem Wohlfühlfilmchen und seinen Darstellern einfach nicht böse sein.“ Fazit: „Hübsche Tele-Folklore für Großstadtmüde.“